# Pocitos
Pocitos è un barrio della capitale uruguaiana Montevideo. Conosciuto principalmente per la sua celebre spiaggia, è uno dei quartieri più popolati della città.

## Geografia
Pocitos è situato nella periferia orientale di Montevideo, lungo le sponde del Río de la Plata. Confina a nord con Parque Batlle, ad est con Pocitos, a sud con il Río de la Plata e Punta Carretas e ad ovest con Parque Rodó, Cordón e Tres Cruces.

## Storia
Il toponimo si origina dalle piccole buche, o pozzetti, che le lavandaie di Montevideo avevano scavato lungo un torrente che scorreva sull'area dell'odierna Pocitos. Nelle ultime decadi del XIX secolo l'area iniziò ad essere abitata stabilmente. Il 5 maggio 1886 fu ufficialmente fondato il villaggio di Nuestra Señora de los Pocitos.
Al principio del XX secolo, con l'espansione dell'area metropolitana di Montevideo, anche l'area di Pocitos iniziò rapidamente ad urbanizzarsi. A favorire lo sviluppo del quartiere vi fu anche l'esplosione del fenomeno del turismo balneare, in particolar modo tra gli anni venti e gli anni trenta. L'intera area infatti venne interessata dalla costruzione di strade, villini, alberghi, stabilimenti balneari ed una tramvia l'afflusso di turisti, perlopiù appartenenti all'alta società locale. In occasione del Campionato mondiale di calcio 1930 uno dei tre impianti prescelti per ospitare gli incontri fu lo stadio Pocitos, terreno di gioco del Peñarol dal 1921. Negli anni a seguire, con la realizzazione della rambla, l'aspetto del quartiere iniziò a trasformarsi ulteriormente. Le vecchie residenze di villeggiatura e gli chalet vennero progressivamente demoliti e rimpiazzati da grandi edifici residenziali di lusso.

## Monumenti e luoghi d'interesse
- Chiesa di San Giovanni Battista